# Tvrdošíjní

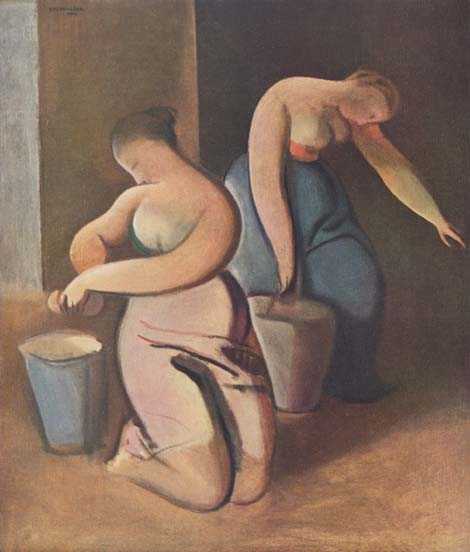
Rudolf Kremlička: Myčky, 1919, olej na plátně, 96 x 83 cm. Je k vidění v Moravské galerii v Brně

Tvrdošíjní byla skupina malířů, založená v roce 1918 mladými českými umělci manifestujícími na poválečné výstavě organizované S. K. Neumannem v Praze. Rozpadla se v roce 1924.
Jádro skupiny tvořili členové jako Josef Čapek, Vlastislav Hofman, Rudolf Kremlička, Otakar Marvánek, Václav Špála a Jan Zrzavý z okruhu umělců kolem časopisu Červen. Individuality skupiny byly evropské humanistické orientace, a tak se přihlásily k modernímu umění, které po válce tíhlo k naivistickému primitivismu – touha po šťastném životě, láska k věcem a práci.
Smyslem bylo pokračovat v procesu, který započala předválečná avantgarda. Tvorba skupiny se vyznačovala dvojznačným programem, pohybujícím se mezi doznívajícím kubismem:
- Josef Čapek
- Václav Špála

neoklasicismem (mezi modernismem a historismem):
- Jan Zrzavý
- Rudolf Kremlička

Navázali styky s mezinárodní avantgardou, zejména s jejími německými a francouzskými centry. Jejich českým protipólem byla skupina Devětsil, vedená Karlem Teigem.
Názorově různorodá skupina se po pěti uskutečněných výstavách, např. ve Weinerově síni, (v období 1918–1923) rozpadla.
Skupina Tvrdohlaví, založená v roce 1987, se nechala inspirovat jak názvem, tak i úctou k svobodnému vyjadřování Tvrdošíjných.